# Confederazione di Mahan
Mahan (ma.ɦan) fu una confederazione di piccoli Stati esistita all'incirca dal I secolo a.C. al VI secolo d.C. nel sud della penisola coreana, nelle province di Jeolla e Chungcheong. Derivata dalla confluenza dei migranti di Gojoseon e della federazione dello Stato di Jin, Mahan era uno dei Samhan ("Tre Han"), insieme a Byeonhan e Jinhan. Baekje originariamente era uno dei piccoli Stati membri, ma successivamente prese potere su tutti gli Stati di Mahan e divenne uno dei Tre Regni di Corea.

## Etimologia
Si ritiene che "Mahan" (馬韓) sia una combinazione di parole in lingua coreana antica. "Ma" (마) significava "sud", mentre "Han" (한) significava "grande", da cui il significato di Mahan, "grande nazione del sud".
Come parte dei Samhan, Jinhan significava "grande nazione dell'est" e Byeonhan "grande nazione luccicante".

## Storia
Mahan probabilmente si sviluppò a partire dalla già esistente società del bronzo tra il III e il II secolo a.C., continuando ad assorbire le migrazioni da nord nei secoli seguenti. Il re Jun del regno di Gija Joseon, nella Corea settentrionale, aveva perso il trono in favore di Wiman, e fuggì nello stato di Jin nella Corea meridionale attorno al 194-180 a.C. Si pensa che lui e i suoi seguaci stabilirono una base all'interno del territorio di Jin. Non è certo quando Mahan conquistò o emerse da questa entità, ma sicuramente fu influenzata da questo afflusso di cultura settentrionale.
La migrazione più tarda seguì la caduta di Wiman di Gojoseon e lo stabilimento delle comanderie cinesi nella regione della penisola coreana nel 108 a.C. Questo periodo è descritto nelle Cronache dei Tre Regni cinesi e nelle cronache più tarde coreane Samguk yusa e Samguk sagi.
Nel I secolo d.C., lo Stato di Wolji/Mokji (月支/目支), che formò e guidò la confederazione di Mahan, fu sconfitto in un conflitto con Baekje, altro membro di Mahan, e conseguentemente perse l'intera regione dell'odierno bacino del fiume Han. Le Cronache dei Tre Regni riportano tuttavia che lo Stato di Han cadde in un conflitto con la comanderia di Lelang e la comanderia di Daifang nel 246 Sotto continue pressioni da parte di Baeke, solo venti Stati della confederazione di Mahan sopravvissero fino al tardo III secolo. Baekje quindi assorbì o conquistò tutti gli Stati di Mahan entro il V secolo, divenendo uno dei Tre Regni di Corea insieme a Silla e Goguryeo.

## Politica
I re di Mahan occasionamente si facevano chiamare "re di Jin", in riferimento all'antico Stato di Jin e intendendo la sovranità su tutti i Samhan. La presenza di una ricca produzione di artefatti in bronzo e impianti di produzione indicano che Mahan fu probabilmente il primo a svilupparsi dei tre Han. Nel suo periodo migliore, Mahan occupava la maggior parte del bacino del fiume Han e le province odierne di Gyeonggi, Chungcheong e Jeolla, sebbene l'unità politica fosse duramente guidata dallo Stato di Mokji (목지국, 目支國) a Cheonan, Chungcheong.

## Cultura
(Cronache dei Tre Regni)

## Eredità
Gli storici di Goryeo identificarono Mahan con Goguryeo, ipotesi supportata dai loro lavori come Samguk sagi, Samguk yusa e Jewang ungi. Questa visione storica fu precedentemente data da Ch'oe Ch'i-wŏn, noto storico e studioso di Confucio del tardo periodo Silla. A parte la locazione geografica di Mahan, la Storia dei Song cinese definisce le origini etniche del regno di Jeongan, Stato successore di Balhae, come Mahan.
Nel tardo periodo Joseon, questa nozione storica venne criticata dallo studioso di Silhak Han Baek-gyeom, che enfatizzò il collegamento tra Mahan e Baekje in termini di localizzazione geografica.

## Monarchi della confederazione di Mahan
La seguente lista si basa sulle cronache del clan Cheongju Han.
| # | Nome   | Hanja/Hangul | Regno               |
| - | ------ | ------------ | ------------------- |
| 1 | Jun    | 箕準（기준） | 220 a.C. - 193 a.C. |
| 2 | Gang   | 康王（강왕） | 193 a.C. - 189 a.C. |
| 3 | An     | 箕龕（기감） | 189 a.C. - 157 a.C. |
| 4 | Hye    | 箕寔（기식） | 157 a.C. - 144 a.C. |
| 5 | Myeong | 箕武（기무） | 144 a.C. - 113 a.C. |
| 6 | Hyo    | 箕亨（기형） | 113 a.C. - 73 a.C.  |
| 7 | Yang   | 箕燮（기섭） | 73 a.C. - 58 a.C.   |
| 8 | Won    | 箕勳（기훈） | 58 a.C. - 33 a.C.   |
| 9 | Gye    | 箕貞（기정） | 33 a.C. - 17 a.C.   |

## Stati
Secondo le Cronache dei Tre Regni, Mahan consisteva di 54 piccoli Stati di circa diecimila famiglie ciascuno:
- Gamhae (감해국, 感奚國), oggi Iksan.
- Gamhaebiri (감해비리국, 監奚卑離國), oggi Hongseong.
- Geonma (건마국, 乾馬國), oggi Iksan.
- Gorap (고랍국, 古臘國), oggi Namwon.
- Gori (고리국, 古離國), oggi Iksan.
- Gobiri (고비리국, 古卑離國), oggi Yangpyeong o Yeoju.
- Gowon (고원국, 古爰國)
- Gotanja (고탄자국, 古誕者國)
- Gopo (고포국, 古蒲國), oggi Contea di Buyeo.
- Guro (구로국, 狗盧國), oggi Cheongyang.
- Gusaodan (구사오단국, 臼斯烏旦國), oggi Jangseong.
- Guso (구소국, 狗素國), oggi Jeongeup.
- Guhae (구해국, 狗奚國), oggi Gangjin.
- Naebiri (내비리국, 內卑離國)
- Noram (노람국, 怒藍國)
- Daeseoksak (대석삭국, 大石索國), oggi Yangju o Isola di Ganghwa.
- Mangno (막로국, 莫盧國)
- Mallo (만로국, 萬盧國), oggi Boryeong o Gunsan.
- Morobiri (모로비리국, 牟盧卑離國), oggi Gochang.
- Mosu (모수국, 牟水國), oggi Suwon.
- Mokji (목지국, 目支國), oggi Cheonan.
- Baekje (백제국, 百濟國), oggi Seoul.
- Byeokbiri (벽비리국, 辟卑離國), oggi Gimje.
- Bulmi (불미국, 不彌國), oggi Naju.
- Bulsabunsa (불사분사국, 不斯濆邪國), oggi Jeonju.
- Burun (불운국, 不雲國), oggi Gongju o Boseong.
- Biri (비리국, 卑離國), oggi Gunsan.
- Bimi (비미국, 卑彌國), oggi Seocheon.
- Saro (사로국, 駟盧國), oggi Hongseong.[14]
- Sangoe (상외국, 桑外國), oggi Hwaseong.
- Soseoksak (소석삭국, 小石索國), oggi Isola di Gyodong.
- Sowigeon (소위건국, 素謂乾國), oggi Boryeong.
- Songnobulsa (속로불사국, 速盧不斯國), oggi Gimpo.
- Sinbunhwal (신분활국, 臣濆活國), oggi Anseong o Gapyeong.
- Sinsodo (신소도국, 臣蘇塗國), oggi Taean.
- Sinunsin (신운신국, 臣雲新國), oggi Cheonan.
- Sinheun (신흔국, 臣釁國), oggi Daejeon o Asan.
- Arim (아림국, 兒林國), oggi Seocheon o Yesan.
- Yeoraebiri (여래비리국, 如來卑離國), oggi Iksan.
- Yeomno (염로국, 冉路國), oggi Asan.
- Uhyumotak (우휴모탁국, 優休牟涿國), oggi Bucheon.
- Wonyang (원양국, 爰襄國), oggi Hwaseong o Paju.
- Wonji (원지국, 爰池國), oggi Yeosu.
- Illan (일난국, 一難國)
- Illi (일리국, 一離國)
- Irhwa (일화국, 日華國)
- Imsoban (임소반국, 臨素半國), oggi Gunsan.
- Jarimoro (자리모로국, 咨離牟盧國), oggi Icheon.
- Jiban (지반국, 支半國), oggi Contea di Buan.
- Jichim (지침국, 支侵國), oggi Eumseong.
- Cheomno (첩로국, 捷盧國), oggi Jeongeup.
- Chori (초리국, 楚離國), oggi Goheung.
- Chosandobiri (초산도비리국, 楚山塗卑離國), oggi Contea di Jindo.
- Chiriguk (치리국국, 致利鞠國), oggi Seocheon.